# گیسوبافته

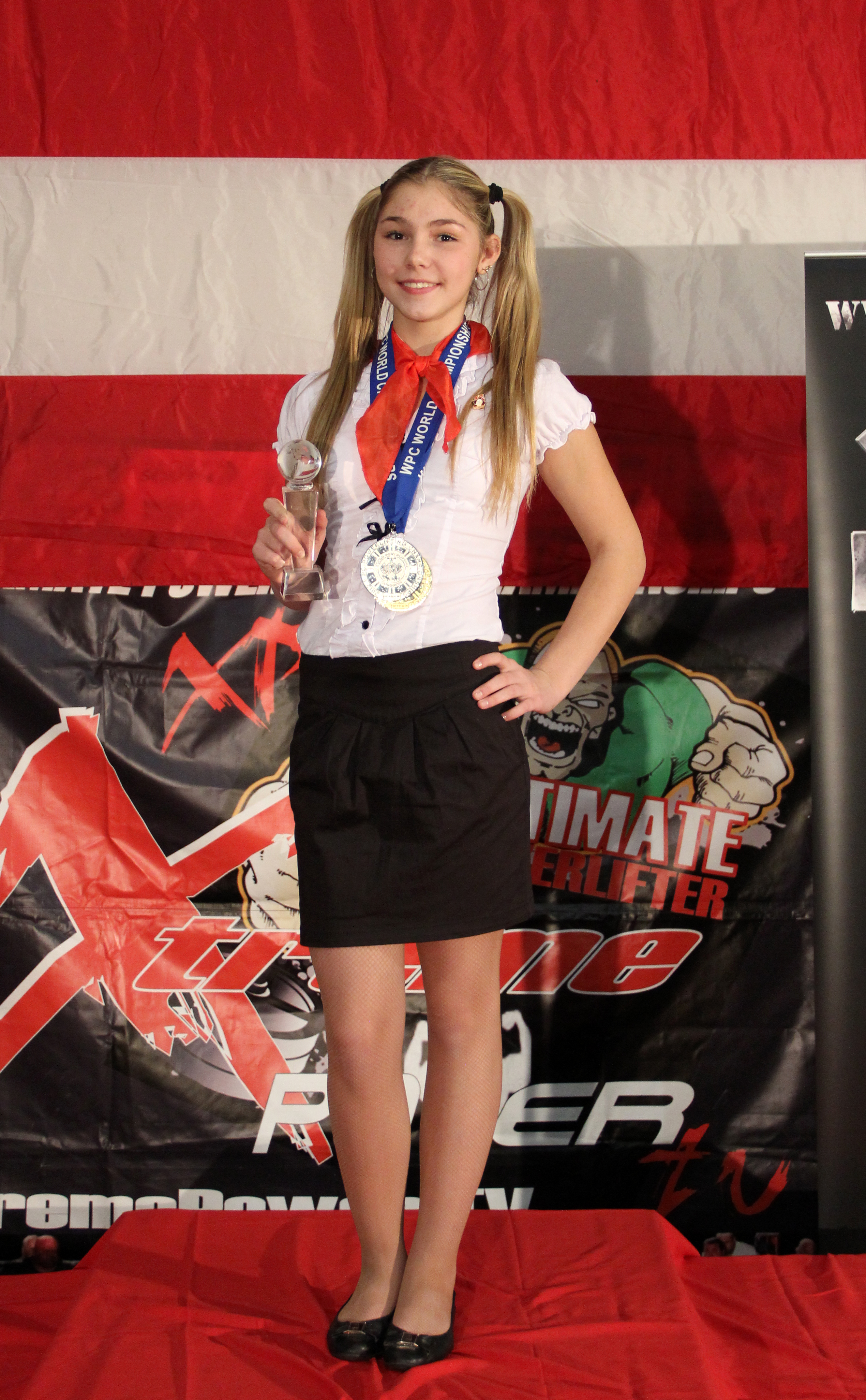
دختری با موی جفت‌بافته

موی گیسوبافته، دم دوقلو، جفت گیسو، دم‌خوکی یا پیگ تِیل (به انگلیسی: Pigtail) گوناگونی بسیاری دارد. این اصطلاح ممکن است اشاره به یک بافت مو اما زمانی که در جمع آن اغلب اشاره به دوقلو مجموعه‌ای از مو در طرف مقابل از سر. برای برخی از کاربران اصطلاح «موی جودی ابوتی» امر تنها در صورتی که موهای بافته اما گسترده نیست توافق در این (در مکان‌هایی که استفاده از این شایع است unplaited جفت هستند به نام خوشه و یک دسته بدون در نظر گرفتن موقعیت بر روی سر است که به نام یک موی دم اسبی).